# Perrottetia excelsa
Perrottetia excelsa là một loài của thực vật thuộc bộ thực vật Huerteales. Đây là loài đặc hữu của Panama.